# Madagascara woodleyi
Madagascara woodleyi är en tvåvingeart som beskrevs av Schacht och Heuck 2006. Madagascara woodleyi ingår i släktet Madagascara och familjen vapenflugor.
Artens utbredningsområde är Madagaskar. Inga underarter finns listade i Catalogue of Life.